# Jurrasic Park: Operation Genesis
Jurassic Park: Operation Genesis je videoigra za osebni računalnik, Xbox in PlayStation 2 na podlagi romana ter trilogije Jurski park. Igra je poslovna simulacija, v kateri ima igralec nalogo zgraditi tematski park z dinozavri.

## Sistemske zahteve
Minimalne:
- Pentium III, Celeron ali AMD Athlon 400 mhz ali več
- 128 mb RAM-a
- 700 MB prostora na trdem disku + 300MB za izmenjalno datoteko
- 16 MB 3D grafična kartica (TNT2 ali boljša)

Priporočene:
- Pentium III, Celeron ali AMD Athlon 800 mhz ali več
- 256mb RAM-a
- 700 MB prostora na trdem disku + 300MB za izmenjalno datoteko
- 64MB 3D grafična kartica (Geforce3 ali boljša)